# SMS V 48
Az SMS V 48 a Császári Haditengerészet egyik rombolója – korabeli német meghatározás szerint nagy torpedónaszádja (Großes Torpedoboot) – volt. Az Amtsentwurf 1913 (1913-as hivatali tervezet) típushoz tartozott, melynek első egységét, az V 25-öt épp az első világháború kitörése előtt helyezték szolgálatba. Ebből a típusból különböző hajógyárak 1917 májusáig további hetvenet gyártottak le. Mire a V 48-at 1915. december 10-én szolgálatba állították, addigra a haditengerészet már 24 ilyen típusú hajóval rendelkezett.
A V 48 a skagerraki csata során veszett oda, mikor egy a harctéren felbukkanó brit csatacirkálóraj ellen végrehajtott támadásban nehéz hadihajók és rombolók tüzébe került. Jóval elsüllyedése után egy dán hajó tudott még élve kimenteni egy főt a hajótöröttjei közül.

## Építése
Míg az 1911-ben megrendelt rombolók (torpedónaszádok) esetén az volt a cél, hogy kisebb és olcsóbb hajókat szerezzenek be, addig az 1913-asak mérete már elérte a brit rombolókét, de azokénál gyengébb fegyverzettel. Ezek voltak a Császári Haditengerészet első olyan rombolói, melyek kazánjait a szén mellőzésével egyedül olajjal fűtötték. Mint ahogy a század kezdete óta megszokott volt, a megrendeléseket magáncégeknek, az elbingi Schichaunak, a Krupphoz tartozó kieli Germaniawerftnek és a stettini AG Vulcannak adták ki. Az építő hajógyár kezdőbetűje alapján kapták a megjelölésüket (S, G, V) kiegészítve egy sorszámmal.

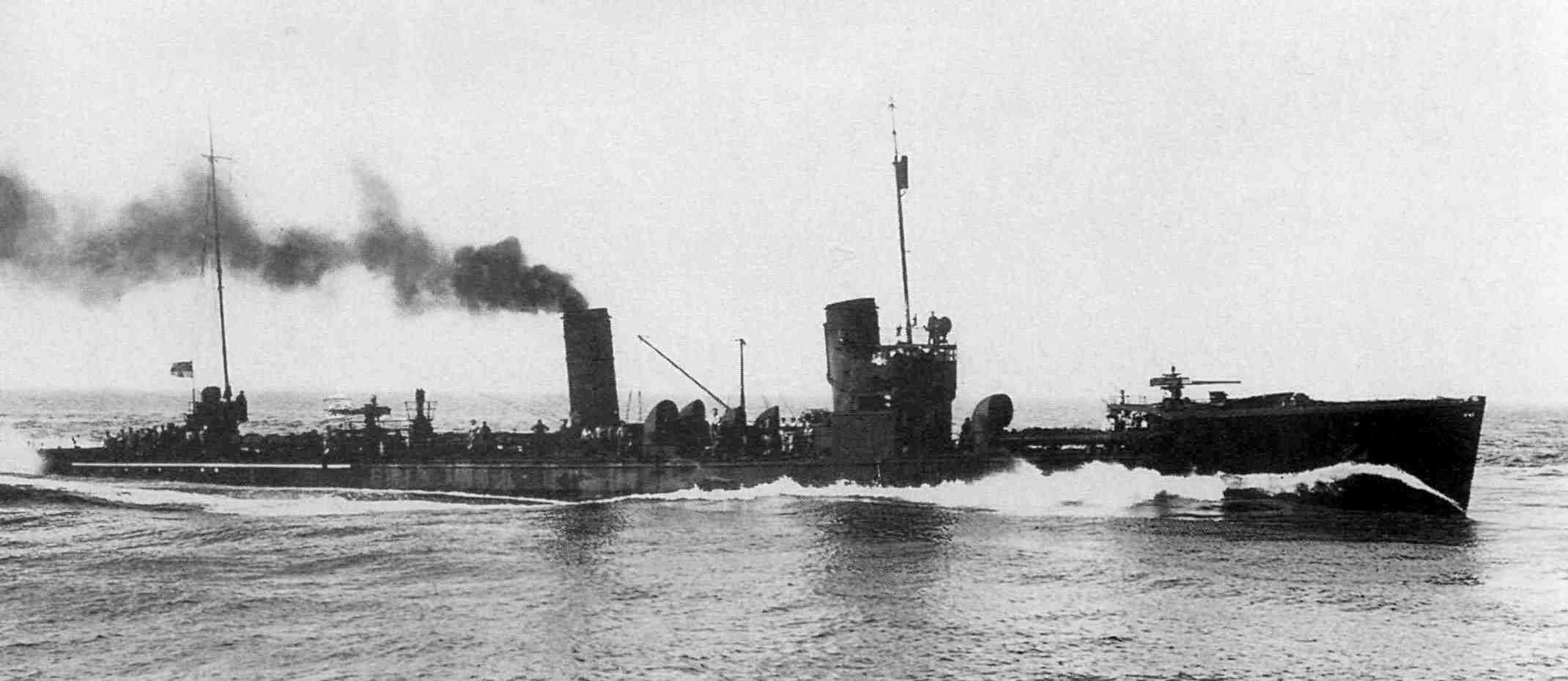
A rövidebb építésű V 43

Az új típusú rombolók első építési megbízását a Vulcan kapta hat egységre V 25-től V 30-ig tartó számozással. 1914 áprilisában érkeztek az 1914-es pénzügyi év rendszerinti megrendelései a S 31–S 36, G 37–G 42 és a V 43–V 48 jelzésű egységekre. Minden további egység megrendelésére az Ms-program (mozgósítási program) keretében került sor és ennek megfelelően a hadialapból is fedezték a költségeiket.
A három hajógyár által épített egységek csak kis mértékben tértek el egymástól és folyamatosan modernizálták őket. A Stettinben előállított első hat hajó hossza 78,5 m, a következő négyé 79,6 m, míg az utolsó két egység, a  V 47 és a V 47 hossza már 83,1 m volt. Az első tíz egység legyártása után a Schichau is megnövelte 3 méterrel a hajók hosszát és így tett a Germaniawerft is már a negyedik elkészítése után.
A tüzérségüket három 8,8 cm űrméretű, 45 kaliberhosszúságú löveg alkotta (8,8 cm L/45 C/14). Ezeket azonban már néhány heti szolgálat után a V 47-en és a V 48-on 10,5 cm-esekre cserélték (10,5 cm L/45 C/16 Tk). Az 1915 novemberétől a Vulcan hamburgi leányvállalatától érkező V 67-től V 84-ig számozott egységeket is rövid szolgálat után átfegyverezték és az utolsó hármat már gyárilag a 10,5 cm-es ágyúkkal szállították le. Hasonlóan járt el a többi hajógyár is.
Az 1915. augusztus 6-án vízrebocsátott V 48 az 1913-as típus (Typ 1913) huszonötödik egységeként 1915. december 10-én került átvételre a haditengerészet részéről és a 6. romboló-félflottilla (6. Torpedoboots-Halbflottille) állományába került, mely az 5. romboló-félflottillával együtt alkotta a III. rombolóflottillát (III. Torpedoboots-Flottille). Ez az egység volt a tizenharmadik az AG Vulcan által leszállított ilyen típusú romboló, melyet 1916 novemberéig még 17 másik követett a V 84-gyel bezárólag, közte a hamburgi gyártelep által készített V 67 és V 68-cal.

## Alkalmazása
A Theodor Riedel korvettkapitány vezette 6. félflottilla vezérhajójaként és Friedrich Eckoldt sorhajóhadnagy parancsnoksága alatt a V 48 részt vett a skagerraki csatában a félflottilla ekkor bevethető két másik egységével, az Otto Karlowa korvettkapitány irányította  S 54-gyel és a Bernd von Arnim irányította G 42-vel együtt. A III. flottilla öt egysége hiányzott a csatából a rutinszerű karbantartások miatt, köztük a 6. félflottillához tartozó S 55 és a Hamburgban épített V 70 a kieli hajógyárban volt. A V 48 azon kevés rombolók egyike volt, melyeket a csata idejére már átfegyvereztek a 10,5 cm-es ágyúkra.
A III. flottilla 1916. május 31-én Hipper felmentésére északnak tartó Nyílt-tengeri Flotta (Hochseeflotte) élén haladt. Egy a csatába beszálló Grand Fleet ellen indított, de megszakított torpedótámadásból visszafordulva a V 48 a már mozgásképtelenné vált Shark rombolóval keveredett tűzharcba. A V 48 hajtóművét a Sharktól találat érte és emiatt átmenetileg ő is mozgásképtelenné vált.

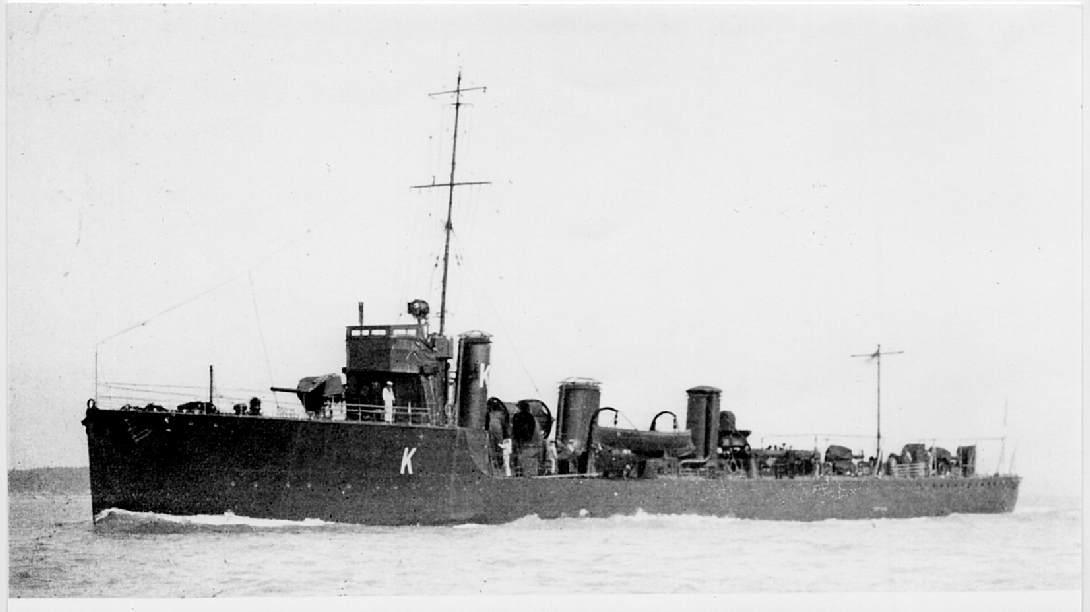
HMS Shark

Röviddel ezután, a 19:33-kor a brit csatasor elleni indított újabb torpedótámadásban a V 48 is részt vett és egy torpedót lőtt ki, röviddel ezután azonban súlyos találatot kapott. A G 42 azon próbálkozását, hogy a V 48-at elvontassa, a brit csatahajók heves tüze meghiúsította. A Valiant csatahajó közepes tüzérsége újabb találatokat ért el rajta. 20:05-kor a  Colossus csatahajó teljes tüzérségét egy német rombolóra – feltételezhetően a V 48-ra – irányozta, melyet végül süllyedő állapotban hagyott hátra. Az nem ismert, hogy a romboló már ekkor elsüllyedt-e, vagy csak az éjszaka folyamán. Vele együtt merült hullámsírba legénységének 90 tagja az É 56° 54′ 22′′, K 6° 6′ 28′′ koordinátán. Az egyetlen túlélője Hans Robert Tietje volt, aki 14 órát töltött a vízben, mielőtt egy dán halászhajó rátalált és kimentette.

## Emlékezete
A Kriegsmarine a V 48-on elesett félflottilla-parancsnokról az egyik rombolójának névválasztásával emlékezett meg (Z 6 Theodor Riedel). Hasonlóan a parancsnoka után is elneveztek egy rombolót (Z 16 Friedrich Eckoldt).
A flottilla másik tagjának, a G 42 1917. április 21-én elesett parancsnokáról is elneveztek egy rombolót (Z 11 Bernd von Arnim).

## Fordítás
- Ez a szócikk részben vagy egészben  a   SMS V 48 (1914) című német Wikipédia-szócikk ezen változatának fordításán alapul.  Az eredeti cikk szerkesztőit annak laptörténete sorolja fel. Ez a jelzés csupán a megfogalmazás eredetét és a szerzői jogokat jelzi, nem szolgál a cikkben szereplő információk forrásmegjelöléseként.

## Linkek
- Großes Torpedoboot 1913  (German-Navy.de)
- A V 48 elsüllyedése, 1916  (Wrecksite.eu)
- A New York Times egy a skagerraki csata következményeit taglaló cikke, melyben megemlítik a V 48-at